# Charles Fredericks

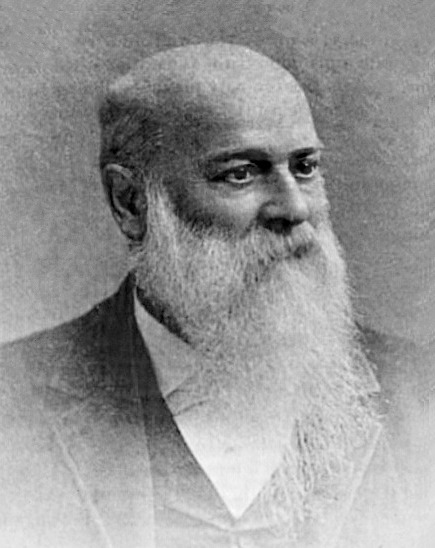
Charles Fredericks

Charles DeForest Fredericks, född 11 december 1823 i New York, död 25 maj 1894 i Woodbridge Township, New Jersey, var en innovativ amerikansk fotograf.
Fredericks lärde sig fotografikonsten av Jeremia Gurney i New York, medan han arbetade för Edward Anthony. På förslag av sin bror seglade Fredericks år 1843 till Angostura, nuvarande Ciudad Bolívar i Venezuela. Hans resa tog honom till Pará, Montevideo och Buenos Aires. Han åtnjöt stor framgång i Sydamerika, och stannade där fram till någon gång på 1850-talet.
Efter en kort period i Charleston, South Carolina, flyttade Fredericks till Paris. Där blev han den förste fotografen som tog porträtt i naturlig storlek, vilka kolorerades med pastell av konstnärer.
Vid sin återkomst till New York, anslöt han sig åter till Jeremia Gurney. Det är dock osäkert om han var en kompanjon eller en anställd. År 1854 hade han utvecklat en tidig metod för att förstora fotografier. Året därpå avslutades samarbetet med Gurney.
Under senare delen av 1850-talet drev Fredericks en studio i Havanna, Kuba. Han fick utmärkelser för sina fotografiska olje- och vattenfärger. Under 1860-talet deltog han i en studio på Broadway. Någon gång i början av 1860-talet fotograferade Fredericks John Wilkes Booth (president Abraham Lincolns mördare).
Fredericks slutade fotografera 1889, och han dog fem år senare.
Denna artikel är helt eller delvis baserad på material från engelskspråkiga Wikipedia